# 巴基斯坦军队足球俱乐部
巴基斯坦军队足球俱乐部（Pakistan Army FC）是巴基斯坦足球俱乐部，是巴基斯坦足球超级联赛球队，球队四次夺得过全国顶级联赛的冠军并且2次夺得杯赛冠军。 （页面存档备份，存于）  （页面存档备份，存于）
俱乐部在2006和07赛季连续两年参加了亚洲足协会长杯的参赛资格。

## 球队荣誉
- 巴基斯坦足球超级联赛: 4次

1993/94, 1995, 2005, 2006/07
- 巴基斯坦全国足球挑战杯: 2次

2000, 2001
- Quaid-i-Azam 盾杯 : 5次

1995, 1997, 2001, 2004, 2007

## 国际球员
- 贾法尔.汗, 巴基斯坦国家队副队长和主力守门员，
- 伊姆兰.侯赛因, 2005年联赛射入25球成为联赛最佳射手，
- 穆罕默德.扎希德
- 穆罕默德.伊姆兰
- 埃贾兹.艾哈迈德
- 阿德南.巴里

Template:Pakistan Premier League